# 家族になろうよ!
『家族になろうよ!』（かぞくになろうよ）は、1999年2月1日から3月19日にかけて、TBS系列の「花王 愛の劇場」枠にて放送された日本の昼のテレビドラマ。放送時間は月曜から金曜の13:00-13:30（JST）。全7週、35回。里親制度をモチーフにした作品。

## あらすじ
八丈島から船で3時間という玉島に、東京から母親と共に11歳の聡がやってきた。過疎に悩む玉島では、不登校児を預かる里親制度を導入している。聡の里親になるのは、6年前に横浜から島に嫁いできた、食堂を営む明日香と夫の健太郎である。しかし、聡はなかなか心を開かない。

## キャスト
- 春木明日香 - 早見優
- 春木健太郎 - 山崎銀之丞
- 真船聡 - 立澤真明
- 小島隆行 - 金井勇太
- 相木さゆり - 正司照枝
- 三橋薫 - 戸川京子
- 北村伸吾 - 田中実
- 真船千秋 - 朝加真由美
- 真船俊一 - 石丸謙二郎
- 真船明 - 馬場省吾
- 岩田哲也 - 内山眞人
- 黒田和代 - りりィ
- 黒田雅彦 - 堀勉
- 谷村美希 - 上杉詩織
- 谷村耕介 - でんでん
- 谷村裕太 - 金澤翔太
- 矢崎久美子 - 榊安奈
- 矢崎多恵子 - 片岡富枝
- 梅原昭一 - 東野英心
- 春木陽造 - 室田日出男
- 春木茅子 - 大空眞弓

## スタッフ
- 脚本 - 江頭美智留、大久保政男
- 演出 - 山内宗信
- プロデューサー - 黒沢淳
- 制作 - テレパック、TBS

## 主題歌
- 「春の風」

作詞・作曲:玉城千春/編曲:重実徹/歌：Kiroro

## 書籍
- 家族になろうよ!（1999年2月、江頭美智留・大久保政男、汐文社） ISBN 4811371364